# Digitaria fauriei
Digitaria fauriei är en gräsart som beskrevs av Jisaburo Ohwi. Digitaria fauriei ingår i släktet fingerhirser, och familjen gräs. Inga underarter finns listade i Catalogue of Life.